# Ulica Nowa w Krakowie
Ulica Nowa – ulica w Krakowie, w dzielnicy I Stare Miasto, na Kazimierzu.
Łączy plac Nowy z ulicą Józefa. Jest jednojezdniowa.

## Historia
Od końca XV wieku w pobliżu ulicy zaczęła osiedlać się ludność żydowska. W XIX wieku większość zamożniejszych mieszkańców przeniosła się do innych dzielnic Krakowa, zaś okolice ul. Nowej, tak jak większa część Kazimierza, stały się miejscem zamieszkania żydowskiej biedoty.
Ulica Nowa istniała prawdopodobnie już w średniowieczu. W 1844 roku została zaznaczona na planie Kazimierza jako ul. Rybna. Nazwa ta została uzasadniona tym, że w pobliżu ulicy odbywał się handel rybami.
W 1881 roku Rada Miasta Krakowa nadała ulicy obecną nazwę, związaną z placem Nowym.

## Zabudowa
- ul. Nowa 2 (pl. Nowy 3, ul. Józefa 22) – kamienica, 1400.
- ul. Nowa 1–3 (ul. Józefa 20) – kamienica, XIX wiek.

Opracowano na podstawie źródła: Gminnej ewidencji zabytków – Kraków.